# 1999 في سوريا
فيما يلي قوائم الأحداث التي وقعت خلال عام 1999 في سوريا.

## أحداث
- 1 يناير – الانتخابات الرئاسية في سوريا 1999

## موسيقى

### ألبومات
من الألبومات التي صدرت هذه السنة في سوريا:
- 1 يناير – يا مجنون من غناء أصالة نصري.

## وفيات

### يناير
- 1 يناير – فاتح المدرس (مواليد 1922) فنان سوري.

### يونيو
- 5 يونيو – محمد سليم بركات (مواليد 1930)
- 29 يونيو – كاريكين الأول (مواليد 1932) قس سوري.

### ديسمبر
- 3 ديسمبر – إدموند صفرا (مواليد 1932)